# Ivana Vanjak

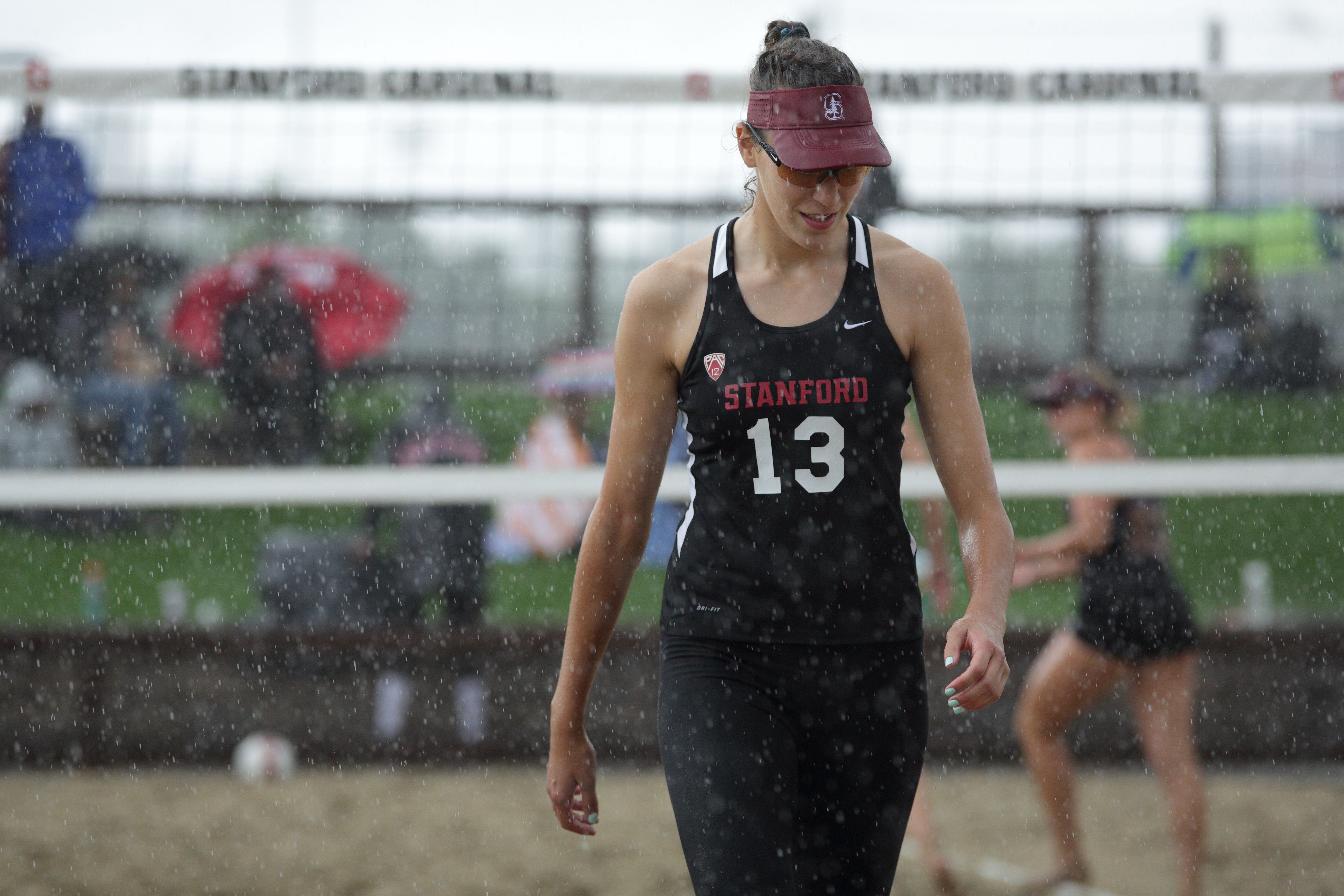
Ivana Vanjak zawodniczką Uniwersytetu Stanforda w kwietniu 2016 roku

Ivana Vanjak (ur. 30 maja 1995 we Frankfurcie nad Menem) – niemiecka siatkarka pochodzenia chorwackiego, reprezentantka kraju, grająca na pozycji przyjmującej.
Jej rodzice pochodzą z Chorwacji. Była zawodniczką juniorskiej kadry Chorwacji w 2012 i 2013 roku.

## Przebieg kariery
| Lata                      | Klub                     |
| ------------------------- | ------------------------ |
| 2012–2013                 | VC Wiesbaden             |
| 2013–2017                 | Stanford University      |
| 2017–2020                 | USC Münster              |
| 2020–2021 (do 28.12.2021) | ASPTT Mulhouse           |
| 2021–2022 (od 30.12.2021) | Kuzeyboru SK             |
| 2022–2023                 | Shenzhen Zhongsai        |
| 2023–2024                 | Allianz MTV Stuttgart    |
| 2024                      | Jakarta Pertamina Enduro |
| 2024–                     | Olympiakos Pireus        |

## Sukcesy klubowe
Liga uniwersytecka Pacific-12 Conference:
- 2015
- 2014
- 2016, 2017

Liga uniwersytecka NCAA:
- 2017
- 2015

Puchar Francji:
- 2021

Mistrzostwo Francji:
- 2021

Superpuchar Francji:
- 2021

Superpuchar Niemiec:
- 2023[8]

Puchar Niemiec:
- 2024[9]

Mistrzostwo Niemiec:
- 2024[10]

Superpuchar Grecji:
- 2024[11]

Liga grecka:
- 2025[12]

## Nagrody indywidualne
- 2021: MVP Superpucharu Francji